# 김담 (작가)
김담은 대한민국의 텔레비전 드라마 작가이다. 

## 드라마
- 2025년 MBC 2부작 미니시리즈 《맹감독의 악플러》 ... 집필